# Cyphia longiflora
Cyphia longiflora là loài thực vật có hoa trong họ Hoa chuông. Loài này được Schltr. mô tả khoa học đầu tiên năm 1899.